# Tinea spinizona
Tinea spinizona är en fjärilsart som beskrevs av László Anthony Gozmány. Tinea spinizona ingår i släktet Tinea och familjen äkta malar. Inga underarter finns listade i Catalogue of Life.